# Ursulinas de Tildonk
La Congregación de Hermanas Ursulinas de Tildonk es un congregación religiosa católica femenina, de vida apostólica y de derecho pontificio, fundada en 1822 por el religioso belga Jean-Corneille-Martin Lambertz, en Tildonk. A las religiosas de este instituto se les conoce como Ursulinas de Tildonk y posponen a sus nombres las siglas O.S.U.

## Historia

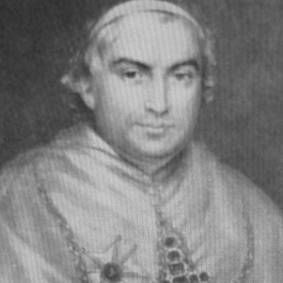
Fue el cardenal Engelbert Sterckx, obispo de Malinas, quien sugirió al fundador convertir el instituto en una congregación religiosa.

La congregación tiene su origen en la escuela fundada por Tildonk en 1810, por el párroco del pueblo, Jean-Corneille-Martin Lambertz. Dos jóvenes profesoras de la escuela, sin ser religiosas, comenzaron a llevar vida en común y a portar un hábito que las distinguía. El fundador les dio el nombre de Hijas de Santa Úrsula, para gozar de los privilegios de las ursulinas, que permitía que estas religiosas pudieran llevar escuelas, durante el tiempo de las leyes anticatólicas. Con la independencia de Bélgica fue abierta la libertad de escuela para los católicos, así que con la aprobación del obispo Engelbert Sterckx, de la diócesis de Malinas, las mujeres abrazaron la vida religiosa en 1822. El 1 de mayo de 1832, las primeras religiosas profesaron sus votos. La casa madre de Tildonk pronto comenzó a abrir otras filiales en Bélgica, pero cada monasterio era autónomo. Muchas de estas comunidades se adhirieron a las  Religiosas Ursulinas de la Unión Romana.
La comunidad de Tildonk y otras filiales se unieron formando una congregación religiosa centralizada en 1968. En 1978 eligieron la primera superiora general. El papa Juan Pablo II les dio la aprobación pontificia mediante decretum laudis del 18 de octubre de 1982.

## Organización
La Congregación de Hermanas Ursulinas de Tildonk es un instituto religioso de derecho pontificio y centralizado, cuyo gobierno es ejercido por una superiora general. La sede central se encuentra en Bruselas (Bélgica).
Las ursulinas de Jesús se dedican a la educación, a la pastoral sanitaria y a las obras sociales con los pobres. En 2017, el instituto contaba con 1.116 religiosas y 141 comunidades, presentes en Bélgica, Canadá, Estados Unidos, Guyana, India y República Democrática del Congo.